# Clepsis capnosticha
Clepsis capnosticha es una especie de polilla del género Clepsis, categorizada en la tribu Archipini, de la subfamilia Tortricinae.

## Distribución
Se distribuye por Perú.

## Taxonomía
Fue descrita por Meyrick en 1917 y publicada en (Tortrix), Trans. ent. Soc. Lond. 1917: 8. TL.